# 榮濬
荣濬（1870年—1911年），字心川，号橘仙，蒙古镶蓝旗人。清朝进士、政治人物。
光绪三十年（1904年）进士，发湖北，补天门县知县。操行不苟。武昌起义后，荆州驻防的旗人自武昌逃脱，途经天门县时，告诉榮濬状况。他以死自誓，革命党来攻，被杀。《清史稿》将其列入忠义传。